# Šadžar al-Dur
Šadžar al-Dur (arabsko شجر الدر, dobesedno 'Drevo biserov'), tudi Šadžarat al-Dur (شجرة الدر), z vladarskim imenom al-Malika Asmat ad-Din Um-Halil Šadžar ad-Dur (الملكة عصمة الدين أم خليل شجر الدر) je bila regentka in sultanka Egipta, * okoli 1220, † 28. april 1257. 
Bila je žena as-Saliha Ajuba in kasneje Iz al-Dina Ajbaka, prvega sultana mameluške dinastije Bahri. Pred poroko z Ajubom je bila sužnja in Ajubova priležnica.
V političnih zadevah je Šadžar al-Dur igrala ključno vlogo po smrti svojega prvega moža med sedmim križarskim pohodom na Egipt v letih 1249–1250. 2. maja 1250 je postala egiptovska sultanka, kar je zaznamovalo konec vladavine Ajubidov in začetek obdobja Mamelukov.

## Ozadje
Šadžar al-Dur je bila sužnja iz Horezma, Armenije ali morda Turčije. Al-Salih Ajub jo je kupil še preden je postal sultan. Z njo je imel sina Halila, ki je umrl maja 1250. Potem ko je bil al-Salihizpuščen iz ujetništva v al-Karaku, je s Šadžar al-Dur odšel v Egipt in se tam z njo poročil. Ko je leta 1240 postal egiptovski sultan, je Šadžar včasih v njegovi odsotnosti politično delovala ko vladarica Egipta. 
Aprila 1249 je al-Salih med vojno z Ajubidi v Levantu izvedel, da je francoski kralj Ludvik IX. na Cipru in namerava osvojiti Egipt. Junija 1249 so se Ludvikovi vitezi in konjenica sedmega križarskega pohoda izkrcali v delti Nila in se utaborili blizu Damiette. Al-Salihova vojska se je po bitki na obali umaknila in križarji so zlahka zavzeli Damietto, saj so se prebivalci po umiku vojske razbežali. Sultan je poveljnike pobegle vojske kaznoval z usmrtitvijo, sam pa se je umaknil v utrjeno Mansuro, kjer je 23. novembra 1249 po 10 letih vladanja v zelo kritičnem trenutku za svojo državo nenadoma umrl. Šadžar al-Dur se je po posvetu s poveljnikom egiptovske vojske Fahrudinom Jusufom  in upraviteljem sultanove palače al-Tavašijem Džamaludinom odločila, da bo prikrila sultanovo smrt do prihoda sultanovega sina al-Muazama Turanšaha iz Hasankeyfa. Medtem je izdala ponarejeno imenovanje al-Muazama Turanšaha za al-Salihovega naslednika. 

## Poraz križarske konjenice
V času, ko je novica o sultanovi smrti prišla do križarjev, je v Damietto priplul Ludvikov brat Alfonz Poitierski z zalogami hrane, vode in orožja. Ohrabreni križarji so zapustili Damietto in se odpravili proti Kairu. Križarski konjenici pod vodstvom kraljevega brata Robert Artoiškega je uspelo prečkati Esseški rokav Nila po poti, ki jim jo je pokazal nek domačin. Konjenica je približno 3 km od Kaira napadla egiptovsko vojsko in ubila njenega poveljnika Fahrudina Jusufa. Ostanki egiptovske vojske so pobegnili v Mansuro. Egiptovski poveljnik Ruknudin Bajbars je Šadžar al-Dur, takratni dejanski vladarici Egipta, predstavil svoj načrt, kako križarsko konjenico zvabiti v past. Šadžar al-Dur se je z načrtom strinjala.  
Bajbars in Farisudin al-Aktaj,  ki je postal poveljnik egiptovske vojske, sta prebivalce Mansure prosila, naj bodo tiho, da bi križarji mislili, da je mesto prazno. Križarska konjenica je nasedla prevari in vdrla v mesto, potem pa so jo z vso močjo napadli pešaki in izkušeni lokostrelci in tudi meščani. Obkoljeni križarji so imeli na izbiro samo smrt v bitki ali beg in utopitev v Nilu. Robert Artoiški se je skril, a so ga našli in ubili. Bitka se je končala s porazom križarjev in neusmiljenim pobojem. Izročilo pravi, da sta preživela samo dva templjarja. Na zgodovinsko prizorišče v Egipta so v tistem času vstopile tri pomembne  osebnosti: al-Zahir Bajbars, Izudin Ajbak in sultan Kalavun.

## Osvoboditev izpod Turanšaha
Po zmagi je novi sultan al-Muazam Turanšah začel kljubovati Šadžar al-Dur. Namesto da bi jo pridobil na svojo stran, ji je grozil in zahteval očetov denar, ki je bil sicer porabljen za vojno in upravljanje države. Ko se je njun odnos še poslabšal, je Šadžar iz strahu pred njegovim maščevanjem pobegnila v Jeruzalem.
Turanšah je svojo jezo usmeril tudi na mameluke, ki so bili najbolj zaslužni za zmago v bitki pri Mansuri in s tem za zmago v sedmi križarski vojni. Začel je razmišljati, kako se jih znebiti, vendar so ga mameluki prehiteli in ga ubili. 

## Prisega
Po njegovem umoru so se mameluki znašli v povsem novem položaju. Postali so gospodarji in ne več le orodje v rokah vladarjev za doseganje njihovih ciljev in interesov. Izbira novega egiptovskega sultana je postala odvisna samo od njih. Za Turanšahovega naslednika so izbrali Šadžar al-Dur. Prisegli so ji zvestobo in na njene kovance napisali: "Prava zaščitnica, kraljica muslimanov in mati Halila, emirja vernih". 
Šajar al-Dur ni bila prva vladarica v islamskem svetu. Pred njo je štiri leta od leta 1236 do 1240 vladala Radija al-Din, sultanka Delhija, v Jemnu pa je od leta 1098 do 1138 vladala Arva bint Ahmed al-Sulajhi iz ismailske dinastije Banu Sulajh. 

## Izgon križarjev
Šadžar al-Dur je po prihodu na prestol takoj  prevzela nadzor nad državo in njena prva skrb je bila izgnati križarje. Začela se je pogajati z Ludvikom IX., ki je bil ujet v Mansuri. Pogajanja so se končala s sporazumom, s katerim so križarji dosegli osvoboditev ujetnikov v zameno za predajo Damiette in plačilo 800.000 zlatnikov. Polovico vsote je moral kralj plačati takoj, polovico pa po prihodu v Akro. Moral je tudi obljubiti, da nikoli več na bo stopil na obalo muslimanskih dežel. Kralj je obljubo prelomil in se vrnil na Vzhod kot vodja osmega križarskega pohoda, na katerem je umrl. 

## Opozicija
Sultanka je spretno in odločno vodila državne zadeve, a je kljub temu naletela na nasprotovanja, tudi zato, ker je bila ženska. Opozicijo je vodil Ez bin Abd al-Salam, ki je njeno vladavino imel za nelegitimno. 
Hkrati so se v Levantu  uprli Ajubidi, zlasti zaradi umora al-Muazama Turanšaha in mameluške zlorabe kalifata z namestitvijo Šadžar al-Dur za njegovega naslednika. Abasidski kalifat v Bagdadu ni hotel priznati mameluške odločitve, kalif al-Mustasim pa je ob tem izjavil: "Če vam primanjkuje mož, nam sporočite in vam jih bomo poslali".

## Abdikacija
Soočena z močnim nasprotovanjem je Šadžar al-Dur abdicirala in oblast predala svojemu možu, generalu Izu al-Dinu Ajbaku, znanemu kot al-Malik al-Muiz. Vladala je 80 dni. 
Čeprav je uradno abdicirala v korist svojega moža, ga je še naprej vodila v državniških zadevah in ga poskušala spraviti pod svoj nadzor. Prisilila ga je, da je zapustil svojo prvo ženo, mater njegovega sina Alija, in mu prepovedala obiske. 

## Atentat na Farisa al-Dina Aktaja
Iz al-Din Ajbak je pomagal Šadžar al-Dur znebiti se Farisa al-Dina Aktaja, ki jima je povzročal številne težave. Aktaj je veljal za enega od najostrejših  muslimanskih voditeljev svojega časa. 

## Smrt
Ko se je Ajbak utrdil na oblasti, se je obrnil proti njej. Znebil se je svojih tekmecev doma in sovražnih  Ajubidov v tujini in se začel pripravljati na poroko s hčerko Badr al-Din Luluja, gospoda Mosula. Šadžar al-Dur se je počutila izdano od moškega, s katerim se je poročila in ga postavila za sultana. Začela je pripravljati zaroto, da bi se ga znebila. Njemu samemu je poslala pismo, v katerem mu je ponudila mir, ga vljudno nagovorila in prosila za odpuščanje. Ajbak ji je nasedel, odšel v njen grad in bil tam na njen ukaz ubit. Šadžar je razširila novico, da je Ajbak ponoči nenadoma umrl, čemur mameluki niso verjeli. Aretirali so jo in jo odpeljali k Ajbakovi prvi ženi Izudini, ki je svojim služabnicam ukazala, naj jo ubijejo. Služabnice so je preteple in poteptale do smrti. Njeno truplo so obesili na mestno obzidje in jo šele čez nekaj dni pokopali. 
Sodobni zgodovinarji mameluške države na splošno hvalijo njene podvige in pogum. 